# Tammy Grimes
Tammy Lee Grimes (* 30. Januar 1934 in Lynn, Massachusetts; † 30. Oktober 2016 in Englewood, New Jersey) war eine US-amerikanische Film- und Theaterschauspielerin.

## Leben
Tammy Grimes war das zweite von drei Kindern von Luther Nichols Grimes und dessen Ehefrau Eola Willard Niles. Sie wuchs in Chestnut Hill, Massachusetts auf, wo sie die Beaver Country Day School besuchte. Als Jugendliche inskribierte sie am Stephens College in Columbia, Missouri, wo sie erste Schauspielerfahrungen am dortigen Schultheater sammelte.
Ihr erstes professionelles Engagement nahm sie am Westport Country Playhouse in Connecticut wahr; die professionelle Schauspielausbildung genoss sie am Neighborhood Playhouse in New York City. 1955 stand sie in Jonah and the Whale erstmals in einem größeren Theaterstück auf der Bühne. Im Jahr 1960 erfolgte Grimes’ Durchbruch, als sie im Musical The Unsinkable Molly Brown die Rolle der Titanic-Überlebenden Molly Brown verkörperte. 1961 wurde sie für ihre Performance mit dem Tony Award ausgezeichnet. In den 1980er-Jahren war sie in dem Erfolgsmusical 42nd Street zu sehen.
Tammy Grimes’ Hauptbetätigungsfeld war die Bühne: Sie stand erfolgreich in zahlreichen Theaterstücken sowohl am Broadway aber auch an kleineren Theatern auf der Bühne. Ebenfalls war sie auch in einigen Fernsehproduktionen und Spielfilmen vor der Kamera zu sehen, allerdings ohne eine allzu weithin bekannte Rolle innegehabt zu haben. Eine Ausnahme dürfte die Synchronarbeit für die Rolle der Molly Grue sein, eine Hauptfigur im Kult-Animationsfilm Das letzte Einhorn von 1982. Bereits in den 1960ern hatte Grimes auch ihre eigene Fernsehserie gehabt, die aber schon nach sechs Folgen abgesetzt wurde.
Tammy Grimes war dreimal verheiratet. Am 19. August 1956 trat sie mit dem kanadischen Schauspieler Christopher Plummer vor den Traualtar. Am 23. März 1957 wurde Grimes’ einziges Kind, die künftige Schauspielerin Amanda Plummer, geboren. Die Ehe mit Christopher Plummer wurde am 2. September 1960 geschieden. Am 4. Juni 1966 heiratete Grimes den Schauspieler Jeremy Slate. Nach nur 10 Monaten erfolgte am 15. April 1967 die Scheidung. 1971 heiratete sie den Komponisten Richard Jameson Bell. Mit ihm war sie bis zu Bells Tod, am 28. September 2005, verheiratet. Tammy Grimes starb Ende Oktober 2016 im Alter von 82 Jahren.

## Filmografie (Auswahl)
- 1955: The United States Steel Hour
- 1966: The Tammy Grimes Show (Fernsehserie, 6 Folgen)
- 1967: Drei Bissen vom Apfel (Three Bites of the Apple)
- 1972: Spiel dein Spiel (Play It as It Lays)
- 1978: Rendezvous mit einer Leiche (Somebody Killed Her Husband)
- 1979: Love Boat (Fernsehserie, 1 Folge)
- 1980: Supersound und flotte Sprüche (Can’t Stop the Music)
- 1982: Das letzte Einhorn (The Last Unicorn; Stimme)
- 1984: Chefarzt Dr. Westphall (St. Elsewhere; Fernsehserie, 1 Folge)
- 1985: Stuff – Ein tödlicher Leckerbissen (The Stuff; Cameo-Auftritt)
- 1988: Mr. North – Liebling der Götter (Mr. North)
- 1989: Großstadtsklaven (Slaves of New York)
- 1994: Backstreet Justice – Knallhart und unbestechlich (Backstreet Justice)
- 1996: Schwanger von Nr. 247 (A Modern Affair)
- 2005: Breathe (Kurzfilm)